# Kościół św. Michała Archanioła w Głogowie Małopolskim
Kościół św. Michała Archanioła w Głogowie Małopolskim (Styków) – rzymskokatolicki kościół parafialny należący do dekanatu Głogów Małopolski diecezji rzeszowskiej.

## Historia
Kościół został wzniesiony w latach 1985–1988 przez mieszkańców Stykowa pod duchowym przewodnictwem ks. Stanisława Ujdy.
W 1988 r. ks. bp Ignacy Tokarczuk dokonał poświęcenia świątyni, a biskup rzeszowski Jan Wątroba 29 września 2013 uroczyście ją konsekrował.

## Architektura i wnętrze
Świątynia jest murowana z cegły i otynkowana, posiada jedną nawę z wydzielonym prezbiterium oraz empory otwarte do wnętrza kościoła. Ołtarz główny tworzy krzyż łaciński oraz figury aniołów z postacią św. Michała Archanioła na pierwszym planie.

## Galeria

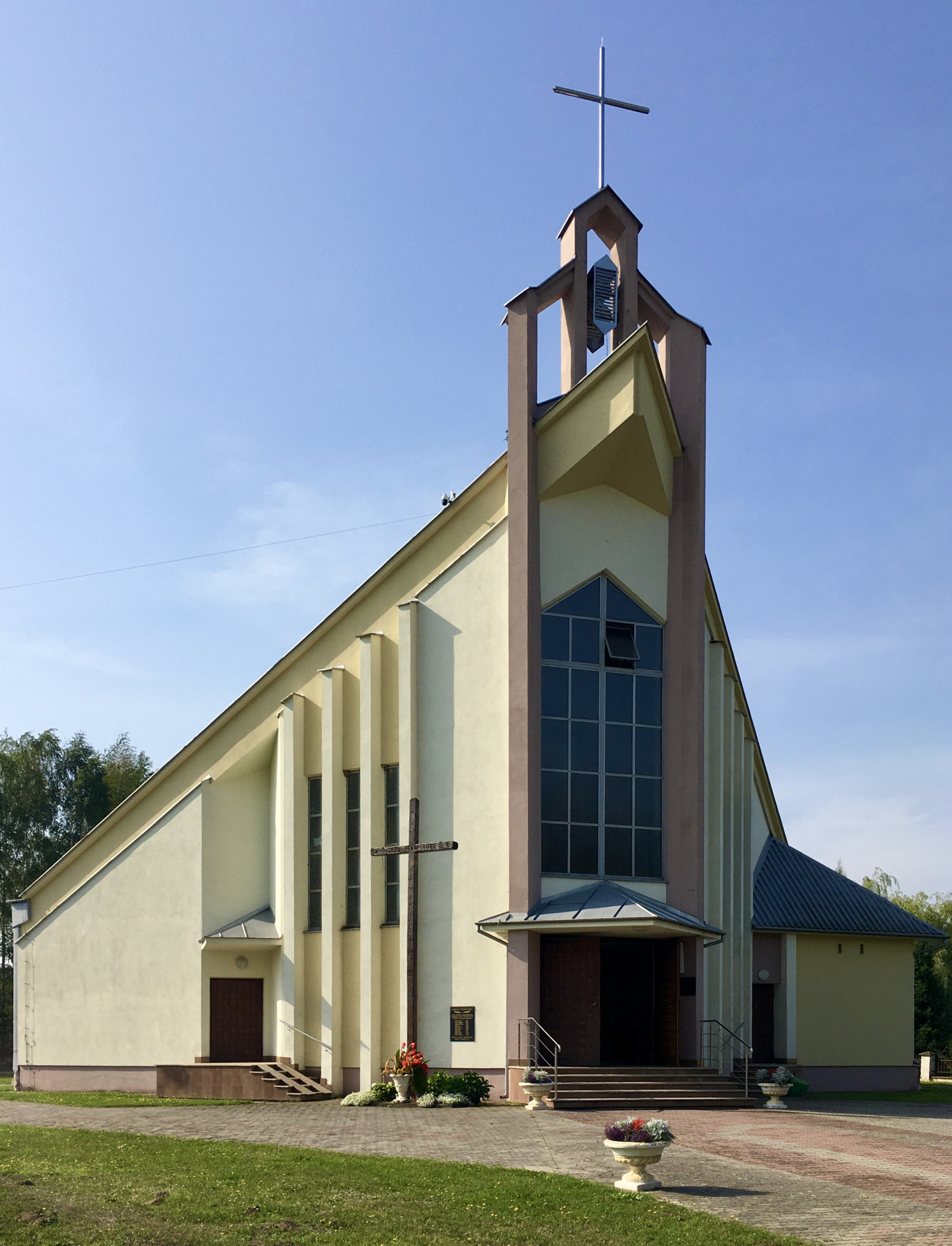
Elewacja frontowa
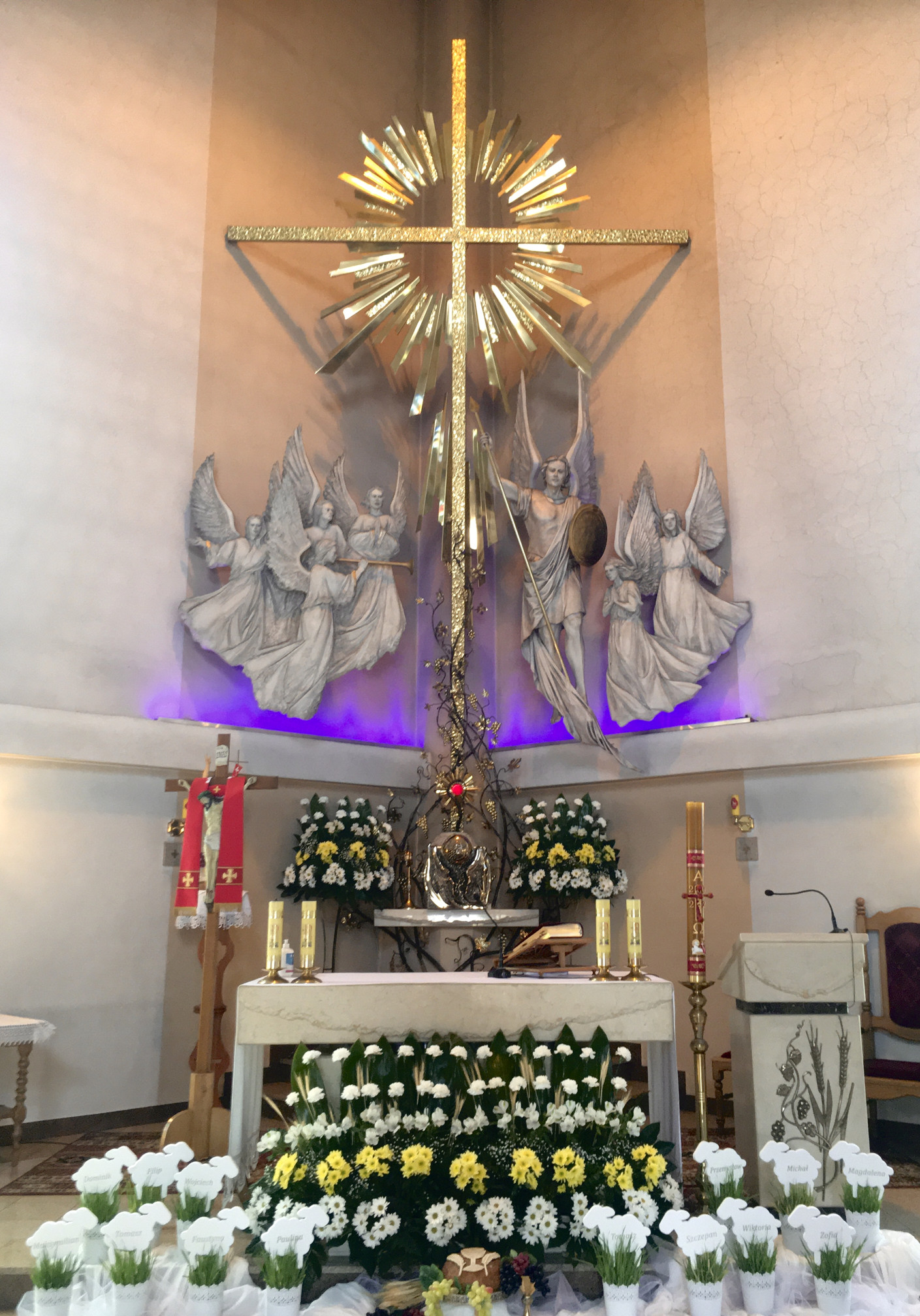
Ołtarz
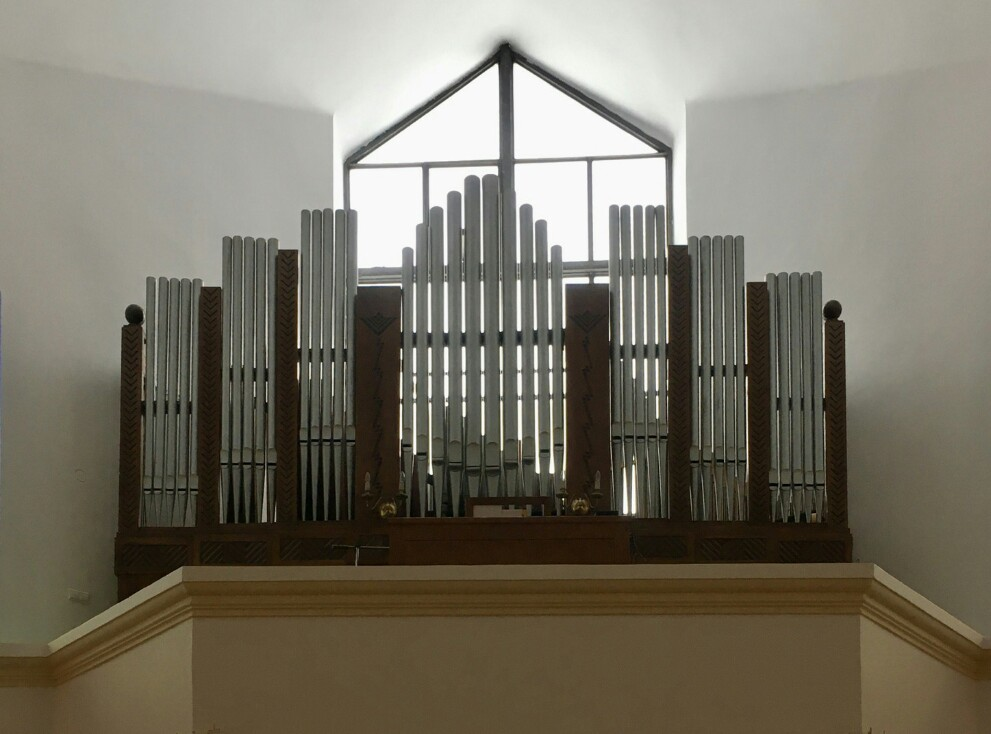
Organy
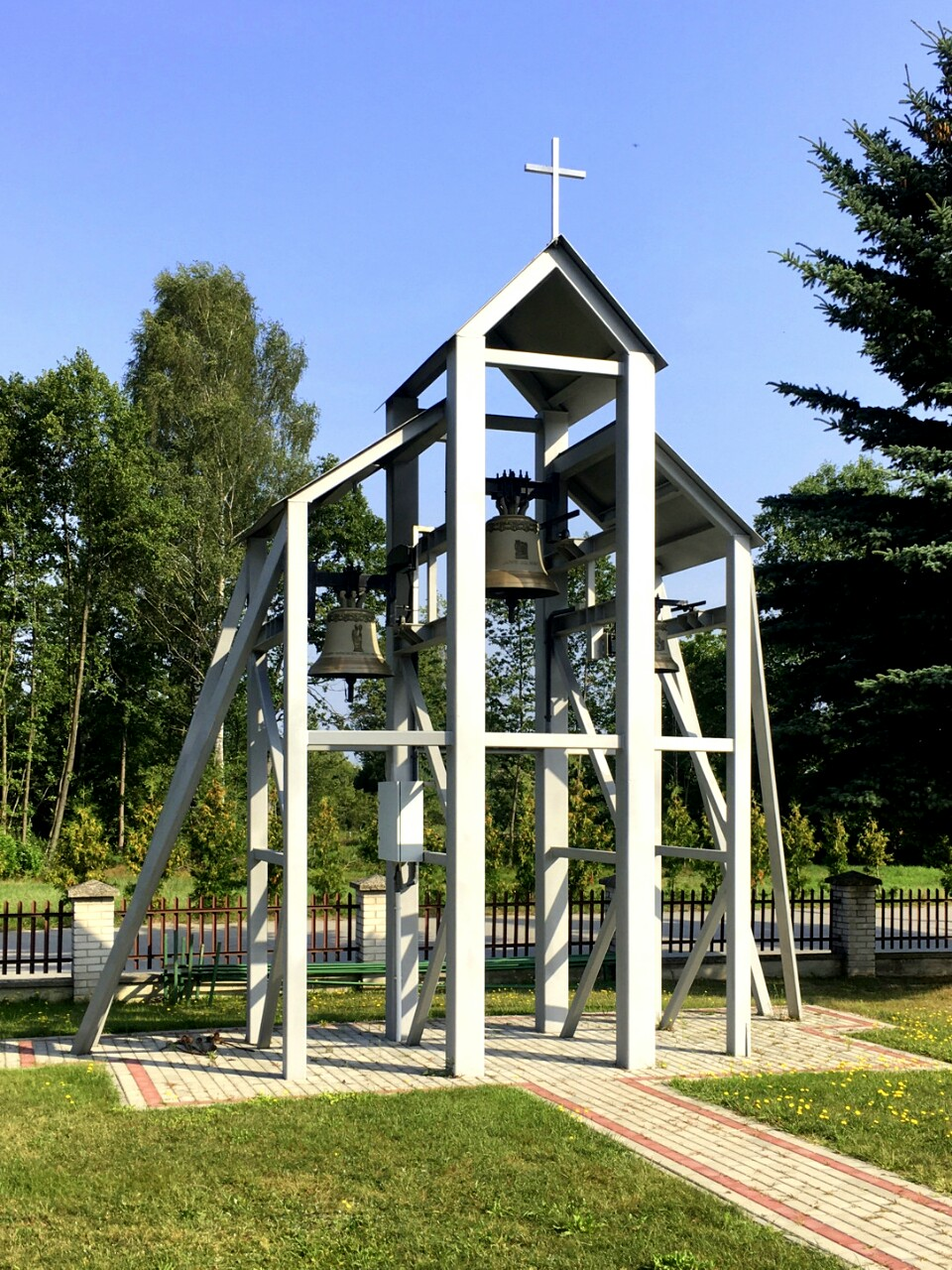
Dzwonnica